# Murkaisholmen
Murkaisholmen är en ö i Finland. Den ligger i Norra kvarken och i kommunen Vörå i den ekonomiska regionen  Vasa i landskapet Österbotten, i den västra delen av landet. Ön ligger omkring 34 kilometer nordöst om Vasa och omkring 370 kilometer norr om Helsingfors.
Öns area är 16,4 hektar och dess största längd är 0,8 kilometer i nord-sydlig riktning.